# Mesurage et ciblage énergétique
Le mesurage et ciblage (M&C) énergétique est une technique d’efficacité énergétique qui tire ses sources de l’axiome de gestion qui dit que « vous ne pouvez gérer ce que vous ne pouvez mesurer ». Les techniques de M&C fournissent une rétroaction aux gestionnaires d’énergie sur les pratiques de fonctionnement et donnent un aperçu de la consommation d’énergie attendue pour une période donnée.
Déterminer la relation entre la consommation énergétique et certains indicateurs clés de performance (production, température, etc.) accorde un certain nombre d’avantages aux gestionnaires d’entreprise:
- Identifier et expliquer une hausse ou une baisse de la consommation énergétique
- Dessiner des tendances de consommation énergétique (hebdomadaires, saisonnières, opérationnelles…)
- Déterminer une utilisation énergétique future lors de la planification de modifications à l’entreprise
- Diagnostiquer les zones de gaspillage énergétique
- Observer les réactions passées de l’entreprise à certains changements
- Développer des cibles de performance pour des programmes de gestion énergétique
- Gérer leur consommation énergétique, plutôt que de l’accepter comme un coût fixe sur lequel ils n’ont aucun contrôle.

Le but du M&C est de réduire les coûts énergétiques par le biais d’une efficacité et d’une gestion énergétique améliorée. D’autres avantages comprennent généralement une efficacité accrue des ressources, un meilleur contrôle du budget de production et une réduction des émissions de GES.

## Histoire
Le M&C est une technique établie qui a fait ses preuves. D’abord un programme national en Grande-Bretagne en 1980, la technique s’est répandue en Europe et sa réputation s’étend aujourd’hui graduellement en Amérique.

## Objectifs et avantages
Un certain nombre d’avantages ont été rencontrés de façon systématique dans les divers projets implantés depuis 1980:
- Économie des coûts d’énergie : variant en général entre 5 % et 15 % de la facture totale d’énergie
- Réduction des émissions de GES : une consommation moins élevée d’énergie aide à réduire les émissions
- Financement : mesurer vos réductions énergétiques permet d’obtenir des subventions pour des projets d’efficacité énergétique
- Plus grande facilité à déterminer le prix coûtant des produits et services : le sous-mesurage permet de diviser la facture énergétique en fonction des différents processus d’une industrie, et ainsi de s’en servir pour calculer les coûts de production
- Budget amélioré : les techniques de M&C aident à prévoir les dépenses énergétiques en cas de modifications à l’entreprise, par exemple
- Réduction du gaspillage : aide à identifier tout gaspillage d’énergie dans les processus
- Réaliser des économies d'énergie

## La technique

### Principes de base
Les techniques de mesurage et ciblage reposent sur trois principes de base, qui forment un cycle de rétroaction continu, permettant d’améliorer le contrôle de l’utilisation d’énergie.

### Mesurage
Le mesurage est la collecte régulière d’information sur l’utilisation d’énergie, afin d’établir une base pour la gestion énergétique et expliquer les écarts par rapport au modèle établi. Le but premier est de maintenir le modèle en question en fournissant toutes les données nécessaires concernant la consommation énergétique et certaines variables clé, telles qu’identifiées au cours de l’investigation préliminaire (production, météo, etc.).

### Ciblage
Le ciblage consiste à définir le niveau de consommation énergétique désirable selon la direction. Les cibles sont établies à partir de connaissances préalablement acquises au cours de l’étape de mesurage ainsi que d’une connaissance intime de l’entreprise. Elles sont des objectifs à atteindre: en conséquence, elles doivent représenter un défi, tout en demeurant atteignables.

### Compte-rendu
Le dernier principe est celui-là même qui permet un contrôle continu de l’utilisation d’énergie, de l’atteinte des cibles et de la vérification des économies : des rapports doivent être produits pour la direction. Ceci permet ensuite la prise de décisions et d’actions concrètes afin d’atteindre les objectifs fixés, de même que la confirmation ou l’infirmation de l’atteinte des objectifs.

### Procédures
Avant d’implanter les mesures de M&C elles-mêmes, quelques étapes préparatoires sont nécessaires. D’abord, il faut identifier les principaux consommateurs d’énergie sur le site. En général, la plus grande partie de la consommation sur un site est effectuée par un petit nombre de processus, comme le chauffage ou certaines pièces d’équipement. Ceci nécessite généralement une étude détaillée de l’édifice afin de pouvoir estimer le niveau de consommation énergétique des différents processus.
Il est aussi nécessaire de déterminer quelles autres mesures devront être prises afin d’analyser correctement la consommation. Ces données seront mises en relation avec la consommation énergétique : ce sont les facteurs qui influencent la consommation, généralement la production (pour des processus d’industrie) ou la température extérieure (pour des processus de chauffage), mais cela peut inclure encore toute une variété d’autres facteurs.
Une fois que toutes les variables ont été établies et que les compteurs nécessaires ont été installés, il est possible de commencer les procédures de M&C.

#### Mesurer
La première étape consiste à compiler les données des différents compteurs. Ceci se fait généralement par informatique, bien qu’il soit possible de le faire manuellement, avec un nombre restreint de compteurs. La fréquence à laquelle les données sont compilées varie en fonction de la précision désirée, mais peut aller d’une fois par jour à une fois toutes les 15 minutes. Certaines mesures sont relevées directement du compteur, d’autres doivent être calculées. On les appelle parfois des « canaux ».

#### Définir la ligne de base
Les données compilées sont ensuite reportées sur un graphique afin de déterminer la ligne de base générale de la consommation. On dessine un graphique en nuage de points, représentant les taux de consommation en fonction d’une des autres variables préalablement identifiées, et on identifie la meilleure ligne possible. Ce graphique illustre la performance énergétique moyenne de l’édifice, et on peut en soutirer beaucoup d’information :
- Le segment sur l’axe des y indique la consommation minimale en l’absence de l’autre variable (aucune production, zéro degré-jours...). C’est la charge de base du système, la consommation minimale lorsqu’il ne fonctionne pas.
- La pente représente la relation entre la consommation et la variable préalablement identifiée. Ceci illustre l’efficacité du processus.
- La dispersion des points sur le graphique illustre le degré de variabilité de la consommation avec des facteurs opérationnels.

La pente n’est pas utilisée très souvent en M&C. Un segment élevé sur l’axe des y, par contre, peut signifier qu’il y a un défaut dans le système qui lui fait consommer trop d’énergie même sans rendement, à moins que le procédé ait certaines caractéristiques particulières qui entraînent une charge de base élevée. Des points très dispersés, pour leur part, peuvent illustrer que d’autres facteurs significatifs que celui initialement mesuré influencent la variation de la consommation énergétique, mais peuvent également démontrer un manque de contrôle sur le procédé.

#### Contrôler les variations
La prochaine étape consiste à mesurer et surveiller les différences entre la consommation attendue et la consommation réelle mesurée. Un des outils les plus couramment utilisés est le CUSUM, (carte à somme cumulée). Ceci consiste à calculer d’abord la différence entre les performances réelles et attendues (la ligne de base préalablement identifiée et les points eux-mêmes).
Le CUSUM peut ensuite être représenté graphiquement en fonction du temps, ce qui fournit de nouvelles informations aux spécialistes de l’efficacité énergétique. Des différences près de zéro signifient généralement que le procédé opère normalement. Des variations marquées, une augmentation ou une diminution constante reflète une modification dans les conditions du procédé.
Dans le cas du graphique CUSUM, la pente devient très importante, puisqu’elle constitue l’indicateur principal des économies réalisées. Une pente qui diminue de façon constante indique des économies constantes. Toute variation dans la pente indique une modification du procédé. Par exemple, dans le graphique ci-contre, la première section n’indique aucune économie. Toutefois, en septembre (début de la ligne jaune), une mesure d’efficacité énergétique doit avoir été implantée, puisqu’on commence à voir des économies. La ligne verte indique une augmentation des économies (puisque la pente devient plus abrupte), tandis que la ligne rouge doit refléter une modification dans le procédé au cours du mois de novembre, puisque les économies ont légèrement diminué.

#### Identifier les causes
Les spécialistes de l’efficacité énergétique, en collaboration avec les gestionnaires d’édifice, déchiffrent le graphique CUSUM afin d’identifier les causes des différentes variations de consommation. Ces causes peuvent être une modification dans les comportements, le procédé, des conditions extérieures différentes, etc. Ces modifications doivent être surveillées attentivement et les causes doivent être identifiées afin de promouvoir et améliorer les bons comportements, tout en décourageant les mauvais comportements.

#### Établir des cibles
Une fois que la ligne de base est établie, il est temps d’établir des cibles pour le futur. Avec toute l’information que nous avons maintenant en main, les cibles seront plus réalistes puisqu’elles sont fondées sur la consommation réelle de l’édifice.
Le ciblage est constitué de deux parties distinctes: la mesure à laquelle on désire réduire la consommation et le délai accordé pour réaliser cette réduction.
Une bonne cible initiale est la ligne de base identifiée à l’étape 2. Cette ligne représente la performance moyenne historique. En l’occurrence, parvenir à maintenir toute consommation sous ou égale à la moyenne historique est une cible réalisable, mais demeure un défi puisqu’elle implique l’élimination des hauts sommets de consommation.
Certaines compagnies, lorsqu’elles améliorent leur consommation énergétique, peuvent même décider de tenter de ramener leur consommation moyenne à leur meilleure performance historique. Ceci constitue une cible beaucoup plus ambitieuse.

#### Surveiller les résultats
Ceci nous ramène à l’étape 1 : mesurer la consommation. Une des caractéristiques du M&C est que c’est un processus continu, qui nécessite une rétroaction constante afin d’améliorer sans cesse la performance. Une fois que les cibles sont établies et que les mesures sont implantées, toute la procédure est recommencée depuis le début afin d’assurer que la direction est au courant du succès ou de l’insuccès des différentes mesures, et afin de pouvoir décider des actions futures.
Les résultats sont observables à l'aide d'une gestion appropriée de la facturation auprès des fournisseurs d'énergie. Différentes techniques existent pour mesurer les économies d'énergie. La gestion de la facturation est une méthode primaire et essentielle dans la validation des économies d'énergie.